# 高谅
高谅（485年—525年2月22日），字修贤，勃海郡蓨县（今河北省衡水市景县）人，北魏官员。

## 生平
高谅年少好学，博闻多识记忆力强，守丧以孝顺而闻名。太和末年，京兆王元愉成立府署，征辟僚属，魏孝文帝元宏为元愉精选属官，高谅和和陇西李仲尚、赵郡李秀之同时应选。高谅略微升任太尉主簿、国子博士。正光年间，高谅加骁骑将军，出任徐州行台，到了彭城，恰逢元法僧反叛，元法僧逼迫高谅一起反叛，高谅拒绝。正光六年正月庚申（525年2月22日），高谅被元法僧杀害，时年虚岁四十一。朝廷哀痛惋惜，赠予高谅左将军、沧州刺史。又下诏书，以高谅临危授命，忠诚的气节可重，再度赠予使持节、平北将军、幽州刺史，赠予布帛二百匹，优许一子为官，谥号忠侯。高谅有三个儿子，长子高惠胜在武定年间官至司徒外兵参军。高谅撰写《亲表谱录》四十多卷，自五世祖以下，记载内外亲属周密详尽，读过此书的人都佩服他记录广博。

## 家庭

### 祖父
- 高祐，北魏辅国将军、光禄大夫、建康灵侯

### 父亲
- 高和璧，北魏中书博士

### 兄弟
- 高颢，北魏征虏将军、中散大夫、建康惠子
- 高雅，北魏建威将军、定州抚军府长史

### 子女
- 高惠胜，东魏司徒外兵参军